# Абрамов Валерій Миколайович
Валерій Миколайович Абрамов (8 березня 1951 , Москва ) — радянський футболіст, нападник. Відомий виступами за московське «Торпедо» в 1969—1975 роках.

## Спортивна кар'єра
Випускник школи «Торпедо». У чемпіонатах СРСР за «Торпедо» провів 65 матчів, забив 5 голів з 1969 по 1975 рік. У 1970 році був нагороджений призами «Найкращі дебютанти сезону» (рос. Лучшие дебютанты сезона) та «За найкрасивіший гол сезону» (рос. За самый красивый гол сезона). 1972 року у складі «Торпедо» став володарем Кубка СРСР. Брав участь у двох єврокубкових матчах. 19 вересня 1973 року на 46-й хвилині гри проти «Атлетік Більбао» замінив Володимира Бутурлакіна. У матчі-відповіді з'явився на полі на 55-й хвилині замість Олександра Тукманова.
Грав за «Ністру» Кишинів (1976 рік, 13 матчів, 1 гол), «Торпедо» Владимир (1976 рік) та «Факел» Воронеж (1977—1978).
|                                                        | За всієї несхожості форвардів «Торпедо» одне на одного є у них спільна головна риса — індивідуалізм у вирішенні ігрових завдань. З одного боку, це гідність, а з іншого — недолік, насамперед для командних дій. Відсутність комунікабельності у нападників та півзахисників збіднює гру «Торпедо». Наприклад, партнери часто не розуміють ефектних ходів Фетісова і не знають, коли можна чекати від нього передачі. Тому гравці роблять ставку (навіть, можливо, незалежно від тренерських вказівок) на контратаку, причому на найпростіший вид — довге переведення м'яча, і тікай від захисника… Є, як на мене, один нападник в «Торпедо», який міг би якось поєднати гру в атаці завдяки своїм комбінаційним здібностям. Я маю на увазі Валерія Абрамова. Але він, мабуть, ніяк не може набрати форми (може, на тренуваннях лінується?) і тому з'являється на полі лише епізодично… |
| — Олег Кучеренко, тижневик «Футбол-Хоккей» за 1971 рік | |